# كونيزة سماوية
كونيزة سماوية (الاسم العلمي: Conyza cyanea) هي نوع من النباتات يتبع جنس الكونيزة من الفصيلة النجمية.